# 西尔文·兰兹博格
西尔文·乔舒亚·兰兹博格（英語：Sylven Joshua Landesberg，1990年4月10日—）為美國男子籃球運動員，出生於美國纽约州紐約市布鲁克林区，成長於皇后區法拉盛，兰兹博格的父親是猶太人，母親則為千里達人，是一名基督徒。兰兹博格高中就讀皇后區聖十字高中，大學前往弗吉尼亚大学就學，2010年3月大二賽季快結束時，兰兹博格因為缺席幾門課違反了隊規被禁賽，兰兹博格沒有選擇新學年度轉學而是投入當年度NBA選秀，但未獲得任何球隊青睞。
替沙加緬度國王出賽夏季联赛之後兰兹博格與以色列球隊海法馬卡比簽下兩年合約，也因為父親關係取得以色列国公民身分，2012年兰兹博格改與以色列球隊特拉維夫馬卡比簽下三年合約，2015年兰兹博格服完18個月以色列國防軍役期，同年與特拉維夫馬卡比簽下第四年帶有選擇權的三年合約。
2018年兰兹博格取得奧地利國籍，代表奧地利征戰2022年歐洲籃球錦標賽預選賽。2019年8月中国男子篮球职业联赛浙江金牛宣布簽下兰兹博格。2021年12月兰兹博格加盟CBA北京紫禁勇士。2022年11月CBA山东麒麟透過交易取得兰兹博格的優先續約權，並向CBA完成註冊兰兹博格。2023–24賽季兰兹博格效力於西班牙球隊大加納利島，2024年6月海法夏普爾宣布與兰兹博格簽下兩年合約。

## 外部連結
- 西尔文·兰兹博格在fiba.basketball（英语）
- 西尔文·兰兹博格在歐洲籃球聯賽（英语）
- 西尔文·兰兹博格在西班牙篮球甲级联赛（球員）（西班牙语）
- 西尔文·兰兹博格在中国男子篮球职业联赛
- 西尔文·兰兹博格在Basketball-Reference.com（國際）（英语）
- 西尔文·兰兹博格在Sports-Reference.com（NCAA）（英语）
- 西尔文·兰兹博格在Eurobasket.com（球員）（英语）
- 西尔文·兰兹博格在RealGM（英语）
- 西尔文·兰兹博格在Proballers（英语）
- 西尔文·兰兹博格在中国篮球数据库（新浪网）
- 西尔文·兰兹博格在Flashscore（英语）